# Bárány Attila Pál
Bárány Attila Pál (1971. április 3. - ) magyar történész, egyetemi tanár.

## Kutatási területe
A középkori Magyarország európai politikai szerepét és dinasztikus-diplomáciai kapcsolatrendszerét vizsgálja.

## Életpályája
2000-től a  Debreceni Egyetem Történelmi Intézetének tanszékvezető egyetemi tanára és a „Magyarország a középkori Európában Kutatócsoport” vezetője. Az általa vezetett csoport levél- és kézirattári kutatások révén magyar vonatkozású francia, angol, spanyol, német-osztrák, olasz írott és ikonográfiai forrásokat, tárgyi emlékeket tár fel.

## Tudományos fokozatai
- PhD (2001), Debreceni Egyetem
- DSc (2016), MTA

## Művei
- Bárány Attila Pál - Papp Klára - Szálkai Tamás (szerk.): Debrecen város 650 éves - Várostörténeti tanulmányok. Debrecen.

## Szervezeti tagságai
- MTA Történettudományi Bizottság
- Magyar Heraldikai és Genealógiai Társaság
- MTA-DE Lendület Magyarország a középkori Európában kutatócsoport
- Pro Scientia Aranyérmesek Társasága

## Szerkesztői tevékenységei
- Hungarian Historical Review
- Acta Universitatis Debreceniensis Acta Historica. Történelmi Tanulmányok
- Attraktor Kiadó, Máriabesnyő-Gödöllő

## Díjai, elismerései
- Lendület Díj (MTA, 2014)
- Publikációs Díj (Debreceni Egyetem, 2012)
- Debreceni Egyetem Rektorának Elismerő Oklevele (Debreceni Egyetem, 2006)
- Bolyai-plakett (MTA Bolyai János Kutatási Ösztöndíj Kuratóriuma, 2005)
- Bolyai János Kutatási Ösztöndíj (MTA Bolyai János Kutatási Ösztöndíj Kuratóriuma, 2002 - 2005)
- Fáy András-díj (1995)
- Pro Scientia érem (Országos Tudományos Diákköri Tanács, 1995)